# Casa de Thani
A Casa de Thani (em árabe: آل ثاني Al Thani) é a atual dinastia reinante do Catar, cujas origens podem ser encontradas na tribo Banu Tamim.

## História e estrutura
O Al Thanis pode ser rastreado até Mudar bin Nizar, que se estabeleceu no oásis de Gebrin no sul de Najd (atual Arábia Saudita) antes de se mudar para o Catar. Por volta do século 17, a tribo vivia em Ushayqir, um assentamento a nordeste de Riad. Eles se estabeleceram no Catar por volta de 1720. Seu primeiro assentamento no Catar foi na cidade de Sikak, no sul, e de lá eles se mudaram para o noroeste para Zubarah e Al Ruwais. Eles se estabeleceram em Doha no século 19 sob seu líder Mohammed bin Thani. O grupo recebeu o nome do pai de Mohammad, Thani bin Mohammad.
A família é composta por quatro facções principais: Bani Qassim, Bani Ahmed, Bani Jaber e Bani Thamer. A partir do início de 1990, o número de membros da família foi estimado em cerca de 20 000.
As transições de liderança em 1913, 1949, 1960 e 2013 foram todas abdicações. Essas abdicações foram para um sobrinho em um incidente e filhos nos outros.

## Governantes
Lista de Emires:
- Sheikh Thani bin Mohammad
- Sheikh Mohammed bin Thani, Emir do Catar (1851–1878)
- Sheikh Jassim bin Mohammed Al Thani, Emir do Catar (1878–1913)
- Sheikh Ahmad bin Mohammed Al Thani, governou o Catar entre 1898 e 1905 ( depois que seu irmão abdicou em favor dele ) até ser morto em 1905.
- Sheikh Mohammed bin Jassim Al Thani, Emir do Catar (1913–1914)
- Sheikh Abdullah bin Jassim Al Thani, Emir do Catar (1914–1949)
- Sheikh Ali bin Abdullah Al Thani, Emir do Catar (1949–1960)
- Sheikh Ahmad bin Ali Al Thani, Emir do Catar (1960–1972)
- Sheikh Khalifa bin Hamad Al Thani, Emir do Catar (1972–1995)
- Sheikh Hamad bin Khalifa Al Thani, Emir do Catar (1995–2013)
- Sheikh Tamim bin Hamad Al Thani, Emir do Catar (2013–presente)